# Buick Model B
Buick Model B – samochód osobowy produkowany pod amerykańską marką Buick w latach 1904–1911. Serię modelową tworzyły cztery linie modelowe przyporządkowane różnym wersjom nadwoziowym.

## Galeria

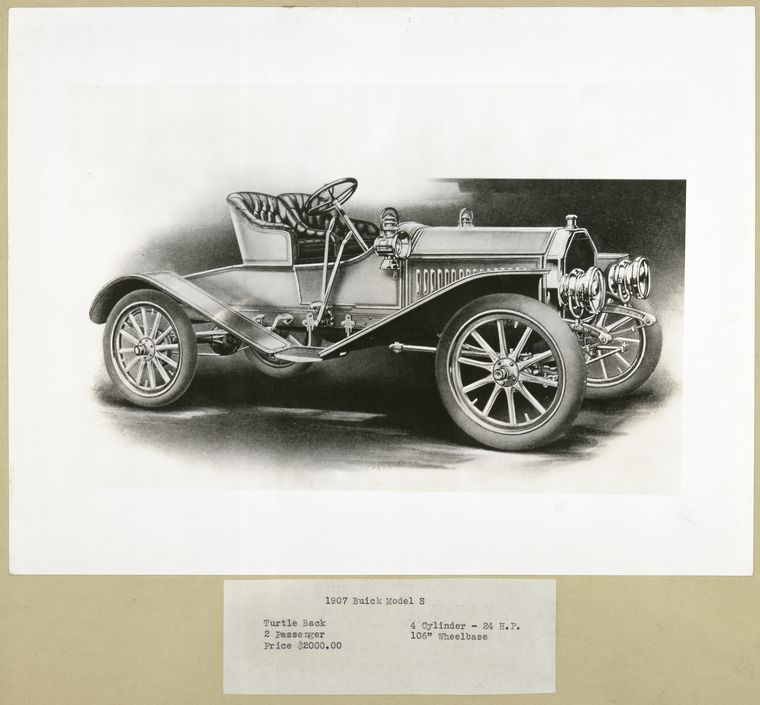
Buick Model B
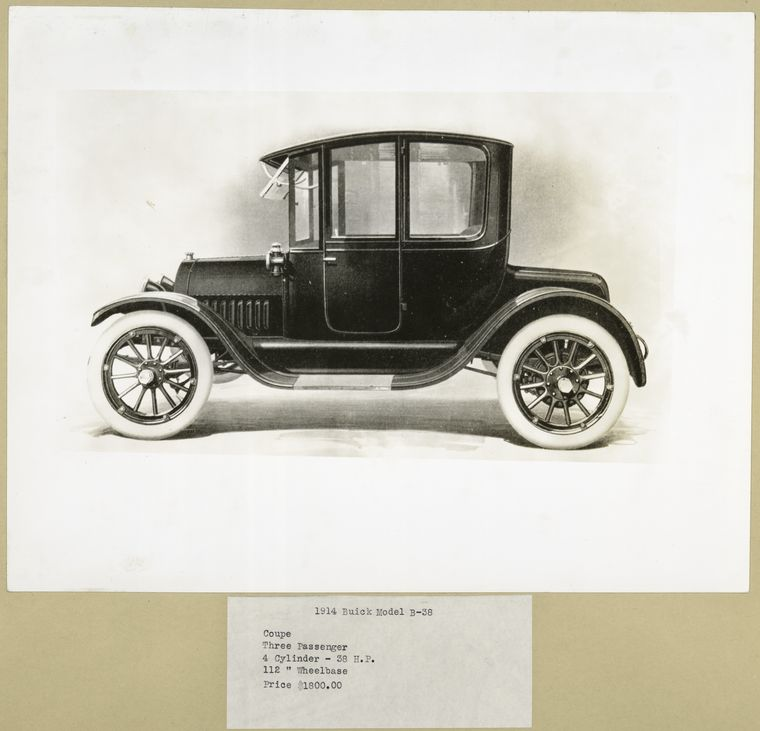
Buick Model S